# Brent Barry

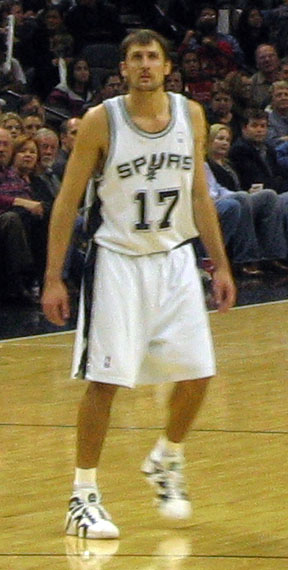
Brent Barry

Brent Robert Barry, conhecido simplesmente por Robert Barry, nasceu no dia 31 de Dezembro de 1971 na cidade de Hempstead, Nova Iorque. É um ex-jogador profissional de basquetebol de nacionalidade norte americana que defendeu o Los Angeles Clippers, Miami Heat e o Houston Rockets da NBA.

## Estatísticas

### Temporada regular
| Ano     | Equipe      | PJ  | PT  | MPP  | %TC  | %3P  | %TL   | RPP | APP | ROB | TPP | PPP  |
| ------- | ----------- | --- | --- | ---- | ---- | ---- | ----- | --- | --- | --- | --- | ---- |
| 1995–96 | LA Clippers | 79  | 44  | 24.0 | .474 | .416 | .810  | 2.1 | 2.9 | 1.2 | .3  | 10.1 |
| 1996–97 | LA Clippers | 59  | 0   | 18.5 | .409 | .324 | .817  | 1.9 | 2.6 | .9  | .2  | 7.5  |
| 1997–98 | LA Clippers | 41  | 36  | 32.7 | .428 | .400 | .844  | 3.5 | 3.2 | 1.2 | .6  | 13.7 |
| 1997–98 | Miami       | 17  | 0   | 15.2 | .371 | .353 | 1.000 | 1.6 | 1.2 | .8  | .2  | 4.1  |
| 1998–99 | Chicago     | 37  | 30  | 31.9 | .396 | .302 | .772  | 3.9 | 3.1 | 1.1 | .3  | 11.1 |
| 1999–00 | Seattle     | 80  | 74  | 34.1 | .463 | .411 | .809  | 4.7 | 3.6 | 1.3 | .4  | 11.8 |
| 2000–01 | Seattle     | 67  | 20  | 26.5 | .494 | .476 | .816  | 3.1 | 3.4 | 1.2 | .2  | 8.8  |
| 2001–02 | Seattle     | 81  | 81  | 37.5 | .508 | .424 | .846  | 5.4 | 5.3 | 1.8 | .5  | 14.4 |
| 2002–03 | Seattle     | 75  | 68  | 33.1 | .458 | .403 | .795  | 4.0 | 5.1 | 1.5 | .2  | 10.3 |
| 2003–04 | Seattle     | 59  | 53  | 30.6 | .504 | .452 | .827  | 3.5 | 5.8 | 1.4 | .3  | 10.8 |
| 2004–05 | San Antonio | 81  | 8   | 21.5 | .423 | .357 | .837  | 2.3 | 2.2 | .5  | .2  | 7.4  |
| 2005–06 | San Antonio | 74  | 5   | 17.0 | .452 | .396 | .661  | 2.1 | 1.7 | .5  | .4  | 5.8  |
| 2006–07 | San Antonio | 75  | 28  | 21.7 | .475 | .446 | .880  | 2.1 | 1.8 | .8  | .2  | 8.5  |
| 2007–08 | San Antonio | 31  | 1   | 17.9 | .481 | .429 | .950  | 1.8 | 1.7 | .6  | .1  | 7.1  |
| 2008–09 | Houston     | 56  | 1   | 15.3 | .407 | .374 | .950  | 1.7 | 1.4 | .4  | .1  | 3.7  |
| Total   |             | 912 | 449 | 25.9 | .460 | .405 | .823  | 3.0 | 3.2 | 1.0 | .2  | 9.3  |

### Playoffs
| Ano     | Equipe      | PJ | PT | MPP  | %TC  | %3P  | %TL   | RPP | APP | ROB | TPP | PPP  |
| ------- | ----------- | -- | -- | ---- | ---- | ---- | ----- | --- | --- | --- | --- | ---- |
| 1996–97 | Los Angeles | 3  | 0  | 28.0 | .407 | .455 | .889  | 2.3 | 3.3 | 1.3 | .0  | 11.7 |
| 1999–00 | Seattle     | 5  | 3  | 31.0 | .364 | .400 | .714  | 2.6 | 3.0 | .6  | .6  | 8.4  |
| 2001–02 | Seattle     | 5  | 5  | 29.8 | .412 | .438 | 1.000 | 4.6 | 2.8 | .6  | .8  | 7.8  |
| 2004–05 | San Antonio | 23 | 8  | 24.1 | .457 | .424 | .810  | 2.4 | 1.9 | .6  | .2  | 6.1  |
| 2005–06 | San Antonio | 13 | 2  | 23.2 | .557 | .500 | .762  | 2.5 | 1.7 | .7  | .2  | 7.8  |
| 2006–07 | San Antonio | 19 | 0  | 11.8 | .350 | .306 | 1.000 | 1.3 | 1.1 | .2  | .1  | 3.1  |
| 2007–08 | San Antonio | 16 | 0  | 14.2 | .491 | .463 | .800  | 1.1 | 1.1 | .4  | .1  | 5.2  |
| 2008–09 | Houston     | 4  | 0  | 8.8  | .500 | .375 | .000  | 1.0 | .8  | .5  | .0  | 3.3  |
| Total   |             | 88 | 18 | 19.7 | .446 | .416 | .802  | 2.0 | 1.7 | .5  | .2  | 5.8  |